# Portret Gabrielle d'Estrées in vojvodinje Villars
Portret Gabrielle d'Estrées in vojvodinje Villars (francosko Gabrielle d'Estrées et une de ses soeurs (Gabrielle d'Estrées in ena od njenih sester)) je slika neznanega umetnika iz leta okoli 1594. Hranijo jo v pariškem Louvru in običajno velja za delo slikarja iz t. i. druge Fontainebleaujske šole.

## Opis
Slika prikazuje Gabrielle d'Estrées, ljubico francoskega kralja Henrika IV., ki gola sedi v kopeli in drži prstan. Njena sestra sedi gola ob njej in stiska Gabriellino desno bradavico.
Velika odprta rdeča svilena zavesa (verjetno iz nadstreška) dve mladi goli ženski v kopalni kadi, verjetno napolnjeni z vinom ali mlekom, zaradi svojih pomlajevalnih lastnosti in ne vode, ker se je v času 'suhega umivanja' dvorna družba izogibala umivanju, temu elementu prenašanja bolezni z odpiranjem por kože. Kopalna kad je prekrita s tradicionalno svetlo belo rjuho, ki zmehča stik in katere barva ublaži hlad porcelanske kože obeh žensk, ki kažeta svoje čare. Ženska na levi strani, domnevno Julienne d'Estrées, vojvodinja Villarska, kot je omenjeno v napisu na kasnejši kopiji slike, stiska rdeče naslikano dojko svoje sestre Gabrielle d'Estrées, desna roka pa leži na polici kopalne kadi. Gabrielle d'Estrées s konicami leve roke drži prstan, ki bi lahko bil kronski prstan Henrika IV., ki ji ga je dal 2. marca 1599 (kot obljubo o poroki, ki je škandalizirala dvor), njena druga roka pa tudi počiva na robu kadi. Obe ženski z ovalnima obrazoma imata goli vrat, brez ogrlice, kar krepi njun ošaben videz, vendar biseri v uhanih poudarjajo njun rang.
Za dvema ženskama še ena rdeča zavesa delno skriva ozadje, v katerem je šivilja, morda varuška. Vidimo lahko tudi pohištvo, pokrito z zeleno žametno rjuho, pa tudi kamin z žarečim ognjem. Nad kaminom visi delno vidna slika, ki prikazuje spodnji del telesa golega moškega z rdečo odejo, ki skriva genitalije.

## Interpretacija

### Objava Gabrielline nosečnosti
Gesta stiskanja bradavic se pogosto razlaga kot simbolična napoved, da je Gabrielle noseča s Henrikom oz. da nosi Henrikovega nezakonskega sina, Césarja. Spletna stran Louvra navaja: »Nenavadno ljubeč način, na katerega sestra stiska desno dojko Gabrielle d'Estrées, je bilo pogosto sprejeto kot simbol nosečnosti slednje, z nezakonskim otrokom Henrika IV. To razlago bi verjetno potrdil prizor šivilje, ki v ozadju šiva - morda pripravlja obleko za prihajajočega otroka«. Prstan, ki ga drži Gabrielle, naj bi bil Henrikov kronski prstan, ki naj bi ji ga kmalu podaril v znak svoje ljubezni kot zaročni prstan preden je umrla.

### Druga razlaga
V zgodnjih letih 17. stoletja Pierre de Bourdeille, seigneur de Brantôme, pripoveduje zgodbo o skupini žensk, ki si je šla ogledovati sliko. Trdi, da slika prikazuje »pošteni goli dami«, ki sta skupaj v kopeli in dodaja, da se »dotikata, čutita in rokujeta ter božata druga drugo ter se prepletata in božata med seboj«. Brantôme razkrije, da je med ogledovanjem slike skupine žensk »ena velika dama«, ki je bila del skupine, »izgubila vse zadržke ...pred sliko, je rekla svojemu ljubimcu in se obrnila proti njemu [kot] zmešana [zaradi] norosti ljubezni, ki jo je zagledala [na sliki]: 'Predolgo smo ostali tukaj. Pojdimo zdaj takoj do [mojega] trenerja in pojdimo do mojega prenočišča, saj ... nič več ne zdržim v gorečnosti, ki je v meni. Potrebe moramo odpraviti in jo potešiti; premočno me žge'.«
V prvi polovici 19. stoletja je Gabrielle d'Estrées et une de ses soeurs visela v prefekturi policije v Parizu. Doktor Ver Heyden de Lacey v članku iz leta 1935 navaja, da »nihče ni vedel, zakaj in kako je prišla tja; [postavljena] je bila nad vrati v eni od dvoran, do katerih je imela javnost dostop«. Pojasnjuje, da je nekega dne »posmehljivi visoki uradnik« opazil sliko in »zasnoval [idejo], da sliko postavi ... od radovednega pogleda javnosti, tako da je pred njo potegnil zeleno zaveso«. To dejanje nakazuje, da je uradnik menil, da je slika erotična ali celo nespodobna, vendar jo je namesto, da bi jo odstranil, zastrl in tako vidno označil sliko kot javno skrivnost ali kot nekaj, česar se ne sme videti. V nekem trenutku po tem dr. Ver Heyden de Lacey trdi, da je »nekdo imel srečen navdih, da je [zastrto podobo] izpostavil umetniškim in umetniško usposobljenim očem tistih, ki so bili pozvani, da sodelujejo v [a] državljanski funkciji [na policijski postaji] ... V pripravi [za to] posebno funkcijo ... je bilo naročeno temeljito čiščenje same slike .... [Toda] Ko so zagrnili zaveso, [so našli le] prazen okvir za slike.«
V 20. in 21. stoletju slika Gabrielle d'Estrées redno predstavlja žensko homoseksualnost. Zapisana je v Enciklopediji lezbične gejevske zgodovine in kulture, pojavlja pa se na spletnih mestih o lezbični zgodovini, kot je Sappho.com. Tudi zunaj LGBT skupnosti se slika pogosto razume kot predstavitev lezbištva. Leta 1991 je bila na naslovnici francoske revije L’Événement du jeudi prikazana zgodba o lezbičnem šiku. Leta 2002 je nemška stranka zelenih ustvarila plakat, s katerim je oznanila svojo podporo istospolnim porokam, na katerem sta dve ženski manekenki upodabljali portret Gabrielle.

### Nagnjenost k uporabi leve roke
Ta slika je zelo pristranska do levičarjev. Gabriellina sestra stisne desno bradavico z levo roko, d'Estrées drži prstan z levo, šivilja v ozadju pa šiva z levo roko. Poleg tega na sliki, ki visi v ozadju, na spodnjem delu telesa gole osebe, vendar v nasprotju z govoricami penisa ne drži z levo roko; saj je košček rdeče tkanine pogrnjen čez genitalije.

## Replike
Tema Dame v kopeli je bila zajeta s celo vrsto slik, ki predstavljajo Gabrielle d'Estrées in ki so bile navdihnjene s sliko François Clouet, ki je nastala okoli leta 1571. Gabrielle d'Estrées in ena od njenih sester je bila tudi tema risb.
- Dame au bain (domnevni portret Diane de Poitiers, Marie Stuart ali Marie Touchet) Françoisa Cloueta, približno 1571
- Druga različica[15] Dame au bain (portret Gabrielle, njenega otroka Césarja de Vendômeja in njenega dojenčka Aleksandra), 1. četrtina 17. st., Musée Condé
- Gabrielle d'Estrées[16] in vojvodinja Villarska, konec 17. st., Narodni muzej Palača Fontainebleau
- Gabrielle d'Estrées et une de ses sœurs, konec 16. st., galerija Uffizi, Firence